# Дисанжи
Дисанжи (фр. Dissangis) насеље је и општина у источном делу централне Француске у региону Бургоња, у департману Јон која припада префектури Авалон.
По подацима из 2011. године у општини је живело 138 становника, а густина насељености је износила 18,83 становника/km². Општина се простире на површини од 7,33 km². Налази се на средњој надморској висини од 242 метара (максималној 279 m, а минималној 190 m).

## Демографија
| 1962. | 1968. | 1975. | 1982. | 1990. | 1999. | 2011. |
| ----- | ----- | ----- | ----- | ----- | ----- | ----- |
| 83    | 113   | 95    | 71    | 87    | 103   | 138   |

График промене броја становника у току последњих година